# لی هودسون
لی هودسون (انگلیسی: Lee Hodson؛ زادهٔ ۲ اکتبر ۱۹۹۱) بازیکن فوتبال اهل ایرلند شمالی است.
از باشگاه‌هایی که در آن بازی کرده‌است می‌توان به باشگاه فوتبال میلتون کینز دونز، باشگاه فوتبال برنتفورد، باشگاه فوتبال واتفورد، باشگاه فوتبال کیلمارنوک، و تیم ملی فوتبال ایرلند شمالی اشاره کرد.
وی همچنین در تیم‌های ملی فوتبال ایرلند شمالی بازی کرده است.